# Dušan Dragosavac
Dušan Dragosavac (1. prosince 1919, Vrebac – 21. prosince 2014) byl právník, v dobách druhé světové války partyzán a v polovině 80. let působil jako politik svazu komunistů Chorvatska. Od 20. října 1981 do 20. června 1982 zastával funkci předsedy předsednictva Svazu komunistů Jugoslávie. Byl jedním z organizátorů partyzánského povstání proti fašistické moci v Lice. Během prvních let války se připojil svazu komunistické mládeže a později i straně, ve které po válce zastával celou řadu politických funkcí. V řadě z nich skončil během obměny vedoucích osob v Chorvatsku v roce 1986, po 13. sjezdu SKJ. Ke konci života byl k politickému systému v Chorvatsku kritický a považoval jej za kontrarevoluci.